# Dżidd Hafs
Dżidd Hafs (arab. ‏جد حفص‎) – miasto w Bahrajnie; 32 tys. mieszkańców (2006). Przemysł spożywczy, naftowy.